# 久保敬親
久保 敬親（くぼ けいしん、1947年5月25日 - 2019年1月26日）は写真家。新潟県佐渡市出身。拓殖大学商学部貿易学科卒業。北海道中標津町在住。撮影のジャンルは日本の野生動物と自然。

## 経歴
- 1947年5月25日、新潟県佐渡市で生まれる。
- 2000年に北海道中標津町に移住。
- 2019年1月26日、71歳で死去。

## 主な著書
- 日本の野鳥（山と溪谷社）
- 鳥Birds（山と渓谷社）
- 野生Animals（山と渓谷社）
- 鳥影（山と渓谷社）
- 日本鳥類図譜（山と渓谷社）
- 日本野生動物（山と渓谷社）
- エゾヒグマ―残された聖域（山と溪谷社）
- キタキツネの贈りもの（新潮社）
- 野生動物に出会う本―日本に生きるほ乳動物38の素顔（地球丸）
- 野鳥賦（日本カメラ社）
- 大雪山の動物たち（新日本出版社）
- キタキツネ（新日本出版社）
- エゾリス（新日本出版社）
- ラッコ（新日本出版社）
- エゾシカ（新日本出版社）
- ヒグマ（新日本出版社）
- キタキツネとの出会い（新日本出版社）
- シマリスの四季（新日本出版社）
- ヒグマの楽園（ポプラ社）
- Peace Peace peace(七賢出版）
- タンチョウのきずな（小学館）
- チップマンク（山と渓谷社）